# Paolo Nespoli
Paolo Angelo Nespoli (Milà, Itàlia, 6 d'abril de 1957) és un astronauta de l'Agència Espacial Europea (AQUESTA). En 2007, va viatjar per primera vegada a l'espai a bord del transbordador espacial Discovery com a especialista de la missió STS-120. Al desembre de 2010 va tornar a viatjar a l'espai a bord de la Soiuz TMA-20 com a enginyer de vol de l'Expedició 26 i l'Expedició 27. Nespoli és part de l'Expedició 52/53, que va començar en 2017 amb el seu vol a bord de la Soiuz MS-05. Aquesta missió de Nespoli en l'Estació Espacial Internacional és denominada VITA.

## Premis i reconeixements
Nespoli ha rebut els següents premis:
- 2007 NASA Spaceflight Medal
- 2007 Comendador Ordine al Merito Repubblica Italiana
- 2009 Cavaliere dell'Ordine della Stella della Solidarietà Italiana

## Eponimia
- L'asteroide (12405) Nespoli té aquest nom en el seu honor.